# Trumbo (phim 2015)
Trumbo là bộ phim chính kịch, tiểu sử của Mỹ năm 2015 do Jay Roach đạo diễn và kịch bản được viết bởi John McNamara. Bộ phim có sự góp mặt của Bryan Cranston, Diane Lane, Helen Mirren, Louis C.K., Elle Fanning, John Goodman và Michael Stuhlbarg. Bộ phim theo sau cuộc đời của nhà biên kịch Hollywood, Dalton Trumbo, và dựa trên cuốn tiểu sử Dalton Trumbo của Bruce Alexander Cook.
Bộ phim được trình chiếu trong phần thuyết trình đặc biệt của Liên hoan phim quốc tế Toronto 2015 vào ngày 12 tháng 9 năm 2015, và được phát hành vào ngày 6 tháng 11 năm 2015, bởi Bleecker Street. Bộ phim nhận được những đánh giá tích cực, với nam diễn viên chính Bryan Cranston được đề cử cho nhiều giải thưởng, trong đó có Giải Oscar cho nam diễn viên chính xuất sắc nhất, nhưng cũng bị chỉ trích vì những sự kiện không chính xác trong lịch sử.

## Cốt truyện
Dalton Trumbo là tên tuổi tiêu biểu nhất của nhóm The Hollywood Ten, Dalton Trumbo (Bryan Cranston) và bạn đồng nghiệp cùng chí hướng Arlen Hird (Louis C.K.) chịu rất nhiều sức ép từ những người mang quan điểm chính trị đối lập như Hedda Hopper (Helen Mirren) hay John Wayne (David James Elliott).
Trumbo là một trong 10 biên kịch được triệu tập để làm chứng trước Ủy ban về Các hoạt động chống Mỹ (HUAC) liên quan đến công tác tuyên truyền Cộng sản bị cáo buộc trong các bộ phim Hollywood. Họ từ chối trả lời trực tiếp các câu hỏi, tin rằng đa số tự do trên Tòa án Tối cao Hoa Kỳ sẽ lật đổ các cáo buộc vì sự khinh thường của Quốc hội. Người bạn của Trumbo, Edward G. Robinson, đã bán bức chân dung Père Tanguy để quyên tiền cho quỹ phòng thủ hợp pháp của họ. Những cái chết bất ngờ của Justices Wiley Rutledge và Frank Murphy nhằm hủy hoại kế hoạch của Trumbo để kêu gọi Tòa án tối cao. Năm 1950, Trumbo phục vụ 11 tháng tại Học viện Cải huấn Liên bang ở Ashland, Kentucky.
Khi danh sách đen của Hollywood mở rộng để loại trừ nhiều người cộng sản và những người thông cảm cộng sản khỏi làm việc trong ngành, Trumbo và các đồng đội của anh bị Robinson và nhà sản xuất Buddy Ross bỏ rơi, người đã từ chối họ bảo vệ sự nghiệp của họ. Trumbo được thả ra khỏi nhà tù, nhưng anh ta vẫn còn nằm trong danh sách đen và tài chính của mình - và cuộc sống gia đình - ngày càng trở nên căng thẳng. Anh ấy đã đưa kịch bản cho Roman Holiday và người bạn Ian McLellan Hunter của mình, để nhận tín dụng và một phần tiền, và cuối cùng là giải Giải Oscar cho truyện gốc hay nhất. Bán nhà ven hồ bình dị của mình và di chuyển đến một ngôi nhà trong thành phố, ông làm việc như một nhà viết kịch bản ngân sách thấp King Brothers Productions, ông cũng viết kịch bản phim B cho các nhà văn trong danh sách đen. Ông cho vợ Cleo và những đứa con làm việc với tư cách là nhân viên hỗ trợ của mình. Bộ phim The Brave One của King Brothers, một câu chuyện gốc dưới bút danh Trumbo, nhận được giải Oscar mà anh không thể nhận. Người bạn trong danh sách đen của anh, Arlen Hird, chết vì ung thư, nghèo khổ, nhưng một nỗ lực của các đồng minh của Hedda Hopper để đe dọa người đứng đầu King Brothers để bắn Trumbo nhưng thất bại hoàn toàn.
Theo thời gian, sự nghi ngờ ngành công nghiệp này của Trumbo phát triển, nhưng anh ta cẩn thận không xác nhận nó. Năm 1960, nam diễn viên Kirk Douglas mời anh viết kịch bản cho bộ phim hoành tráng của anh là Spartacus, và đạo diễn Otto Preminger tuyển anh để viết kịch bản cho Exodus. Cả hai người  công khai công nhận anh là người viết kịch bản, bất chấp những nỗ lực vô ích của Hopper để đe dọa Douglas bỏ rơi Trumbo. Đến năm 1960, hiệu quả của danh sách đen đã bị phá vỡ đến mức mà Tổng thống Hoa Kỳ mới đắc cử John F. Kennedy công khai ủng hộ Spartacus, Trumbo và những người khác có thể bắt đầu xây dựng lại sự nghiệp của mình. Mười năm sau, cuối cùng cũng nhận được giải thưởng cho mình từ Hollywood, Trumbo nói về cách danh sách đen biến tất cả họ thành nạn nhân: những người đứng theo nguyên tắc của họ và mất việc làm của họ, và cả những người đã thỏa hiệp nguyên tắc của họ để giữ họ.

## Sản xuất
Vào ngày 18 tháng 9 năm 2013, Bryan Cranston gia nhập dàn diễn viên để vào vai Dalton Trumbo. Vào ngày 14 tháng 4 năm 2014, Helen Mirren tham gia vào vai Hedda Hopper. Vào ngày 7 tháng 8 năm 2014, Diane Lane, Elle, John Goodman và Michael Stuhlbarg gia nhập dàn diễn viên. Vào ngày 13 tháng 8 năm 2014, David James Elliott, Peter Mackenzie và Roger Bart vào vai John Wayne. Vào ngày 6 tháng 9 năm 2014, Louis C.K. tham gia diễn xuất vai Arlen Hird. Vào ngày 22 tháng 9 năm 2014, Dean O'Gorman tham gia, vai Kirk Douglas. Vào ngày 16 tháng 10 năm 2014, Adewale Akinnouye-Agbaje tham gia diễn vai Virgil Brooks. Nhiếp ảnh chính bắt đầu vào ngày 15 tháng 9 năm 2014 và kết thúc vào ngày 6 tháng 11 năm 2014.

## Phát hành
Vào ngày 13 tháng 8 năm 2014, nó đã được thông báo rằng Bleecker Street sẽ phân phối bộ phim. Bộ phim đã ra mắt thế giới tại Liên hoan phim quốc tế Toronto năm 2015 vào ngày 12 tháng 9. Bộ phim đã có bản phát hành giới hạn vào ngày 6 tháng 11 năm 2015 trước khi phát hành vào ngày 25 tháng 11..
Trumbo thu về 7,9 triệu USD ở Mỹ và Canada và 3,2 triệu USD ở các quốc gia khác, với tổng số 11 triệu USD trên toàn thế giới.

## Giải thưởng
Bryan Cranston nhận được nhiều giải thưởng và đề cử cho vai diễn Trumbo, bao gồm một đề cử Giải Oscar cho Diễn viên xuất sắc Nhất.
| Giải thưởng                              | Giải thưởng               | Giải thưởng                                                    | Giải thưởng | Giải thưởng |
| Giải thưởng                              | Ngày trao giải            | Hạng mục                                                       | Người nhận | Kết quả     |
| ---------------------------------------- | ------------------------- | -------------------------------------------------------------- | --- | ----------- |
| Academy Awards                           | ngày 28 tháng 2 năm 2016  | Best Actor                                                     | Bryan Cranston | Đề cử       |
| British Academy Film Awards              | ngày 14 tháng 2 năm 2016  | Best Actor in a Leading Role                                   | Bryan Cranston | Đề cử       |
| Costume Designers Guild Awards           | ngày 23 tháng 2 năm 2016  | Excellence in Period Film                                      | Daniel Orlandi | Đề cử       |
| Critics' Choice Awards                   | ngày 17 tháng 1 năm 2016  | Best Actor                                                     | Bryan Cranston | Đề cử       |
| Critics' Choice Awards                   | ngày 17 tháng 1 năm 2016  | Best Supporting Actress                                        | Helen Mirren | Đề cử       |
| Critics' Choice Awards                   | ngày 17 tháng 1 năm 2016  | Best Acting Ensemble                                           | Adewale Akinnuoye-Agbaje, Louis C.K., Bryan Cranston, David James Elliott, Elle Fanning, John Goodman, Diane Lane, Helen Mirren, Michael Stuhlbarg, Alan Tudyk | Đề cử       |
| Golden Globe Awards                      | ngày 10 tháng 1 năm 2016  | Best Actor – Motion Picture Drama                              | Bryan Cranston | Đề cử       |
| Golden Globe Awards                      | ngày 10 tháng 1 năm 2016  | Best Supporting Actress – Motion Picture                       | Helen Mirren | Đề cử       |
| Houston Film Critics Society             | ngày 9 tháng 1 năm 2016   | Best Actor                                                     | Bryan Cranston | Đề cử       |
| Palm Springs International Film Festival | ngày 2 tháng 1 năm 2016   | Spotlight Award – Actor                                        | Bryan Cranston | Đoạt giải   |
| San Diego Film Critics Society           | ngày 14 tháng 12 năm 2015 | Best Actor                                                     | Bryan Cranston | Đề cử       |
| San Diego Film Critics Society           | ngày 14 tháng 12 năm 2015 | Best Supporting Actress                                        | Helen Mirren | Đề cử       |
| San Francisco Film Critics Circle        | ngày 12 tháng 12 năm 2015 | Best Actor                                                     | Bryan Cranston | Đề cử       |
| San Francisco Film Critics Circle        | ngày 12 tháng 12 năm 2015 | Best Supporting Actress                                        | Helen Mirren | Đề cử       |
| Saturn Awards                            | ngày 22 tháng 6 năm 2016  | Best Independent Film                                          | | Đề cử       |
| Screen Actors Guild Awards               | ngày 30 tháng 1 năm 2016  | Outstanding Performance by a Male Actor in a Leading Role      | Bryan Cranston | Đề cử       |
| Screen Actors Guild Awards               | ngày 30 tháng 1 năm 2016  | Outstanding Performance by a Female Actor in a Supporting Role | Helen Mirren | Đề cử       |
| Screen Actors Guild Awards               | ngày 30 tháng 1 năm 2016  | Outstanding Performance by a Cast in a Motion Picture          | Adewale Akinnuoye-Agbaje, Louis C.K., Bryan Cranston, David James Elliott, Elle Fanning, John Goodman, Diane Lane, Helen Mirren, Michael Stuhlbarg, Alan Tudyk | Đề cử       |
| Writers Guild of America Award           | ngày 13 tháng 2 năm 2016  | Best Adapted Screenplay                                        | John McNamara | Đề cử       |